# كيكا على العالي (مسلسل)
كيكا على العالي مسلسل درامي مصري أنتج وعُرض في سنة 2014، من إخراج نادر جلال، وتأليف حسام موسى، ومن بطولة حسن الرداد، أحمد صفوت، ميس حمدان، صلاح عبد الله، انتصار، أيتن عامر، وآخرون.

## قصة المسلسل
يجسد الفنان (أحمد صفوت) شخصية شاب يدعي «زين» لم يكمل تعليمة يعاني من الفقر والبطالة فيضطر للعمل في تجارة الخردة وحلم حياته ان يتزوج من الفتاة التي يحبها وهى الفنانة (أيتن عامر) وسوف يستطيع بشكل غير مشروع أن يصبح من أصحاب الشهرة والمال والنفوذ هو وزميلة الذي يجسد دورة (حسن الرداد) حتى يصبح من أصحاب الملايين، وأثناء رحلة صعوده يواجه العديد من الصعاب.

## طاقم العمل
- حسن الرداد
- أحمد صفوت
- ميس حمدان
- صلاح عبد الله
- انتصار
- أيتن عامر
- ندى عادل
- أيمن عزب
- هادي الجيار
- محمد أبو داوود
- حسناء سيف الدين
- أحمد حبشي
- عبير مكاوي
- محيي الدين عبد المحسن
- محمد درديري
- محمد إبراهيم
- رمضان صابر
- خالد طلعت
- سيد جبر
- عادل تعلب
- عادل سمير
- يوسف حافظ
- يسري مصطفى
- عاطف طنطاوي
- نادية العراقية
- مجدي توفيق
- نانسي آدم
- عيد أبو الحمد
- محسن منصور
- هايدي سليم
- كريم منقوبة
- أميرة أنطوان
- صبري فواز
- صلاح رشوان
- همت المغربي
- إبراهيم إمام
- مصطفى نبيل
- حسين مملوك
- نادر نور الدين
- محمد أمين
- هشام كامل
- خالد صلاح
- مجدي عبد الحليم
- نهى صالح